# ألونسوة خطية
ألونسوة خطية (الاسم العلمي: Alonsoa linearis) هي نوع من القوارض تتبع جنس الألونسوة من الفصيلة الغدبية.